# Amtsgericht Griesbach
Das Amtsgericht Griesbach war ein von 1879 bis 1973 bestehendes bayerisches Gericht der ordentlichen Gerichtsbarkeit mit Sitz in der Stadt Griesbach im Rottal in Bayern.

## Geschichte
Als Folge der Verwaltungsreformen in Bayern des Jahres 1802 in Bayern wurde
das Landgericht älterer Ordnung Griesbach eingerichtet. Im Jahr 1862 wurden als Folge der Trennung von Justiz und Verwaltung die Landgerichte Griesbach und Rotthalmünster zum Bezirksamt Griesbach im Rotthal zusammengefasst. Das Landgericht Griesbach blieb als Gerichtsbehörde bestehen und wurde mit der Einführung des Gerichtsverfassungsgesetzes 1879 in Amtsgericht Griesbach umbenannt. Nach der Auflösung des Landkreises Griesbach wurde 1973 auch das Amtsgericht in Griesbach aufgelöst und der Sprengel dem Amtsgericht Passau zugeordnet.